# Farid Dieck
Farid Arturo Dieck Gómez (Monterrey, Nuevo León; 26 de abril de 1993) es un escritor, conferencista, creador de contenido y psicólogo mexicano.Con más de 11 millones de seguidores, su canal de YouTube es el 80° más seguido de México,mientras que su cuenta de TikTok con más de 27 millones de seguidores es la centésimo vigésima cuarta más seguida a nivel global para junio de 2025.

## Primeros años
Farid Arturo Dieck Kattás nació en Monterrey, Estado de Nueva León, México, el 26 de abril de 1993, siendo el menor de 5 hermanos. Sus abuelos eran ciudadanos originarios de Palestina y Líbano que llegaron a México buscando un mejor futuro. El 3 de marzo de 2012, se produjo el fallecimiento de su hermano mayor tras un accidente de tránsito en Hong Kong.
Dieck inició estudios en Ingeniería en Producción Musical en el Tecnológico de Monterrey. Posteriormente, amplió su formación en áreas como psicología, filosofía moral y ciencias de la felicidad, cursando diplomados en universidades como Yale y Berkeley. Actualmente, cursa la licenciatura en Psicología en la Universidad Nacional Autónoma de México (UNAM) y una maestría en Salud Mental con enfoque psicoanalítico en la Universidad de León, España.

## Carrera

### Primeros proyectos
En 2015, Dieck cofundó «Ecü», una marca de calzado vegano fabricado con suelas de llantas recicladas. Este emprendimiento le permitió comenzar a compartir su visión sobre sostenibilidad y emprendimiento social. En una entrevista, Dieck mencionó que la idea surgió como «una forma de canalizar su dolor y dar un propósito positivo a la experiencia vivida». A partir de enero de 2017, comenzó a crear contenido audiovisual en redes sociales, abordando temas como filosofía, psicología y desarrollo personal.

### Trayectoria en redes sociales
Dieck empezaría a elaborar videos cortos con temática vinculadas a la filosofía siendo subidos en sus redes sociales de Facebook y YouTube, siendo recién en el año 2022 cuando subiría su primer análisis de películas, siendo uno sobre Pinocho de Guillermo del Toro, surgiendo de una asignatura de una de sus clases universitarias sobre el trasfondo de las obras cinematográficas. Este hecho, contribuyó a su actividad más contaste en YouTube y al que elabore videos de este estilo, analizando largometrajes desde un punto más reflexivo. Durante ese lapso de tiempo, Dieck optó por los pódcast, creando el propio bajo el nombre de «Relatos y Reflexiones», además de incursionar en la red social TikTok. En junio de 2024, Dieck perdió el acceso a su cuenta de Facebook, en la que tenía cerca de 22 millones de seguidores, después de ésta quedara restringida, aunque sería recuperada por él mismo, tiempo después. En noviembre de ese mismo año estrenó una webserie de nombre «Axel y Astro», enfocada en la vida de dos robots que tratan de entender el mundo humano y su aspecto psicológico, en conjunto a Hernán Martínez.

### Como conferencista
Dieck ha sido conferencista en más de quince países de América y Europa, donde ha compartido su mensaje en diversos eventos académicos, culturales y de desarrollo personal. Durante los meses de septiembre y octubre de 2017, Dieck impartió conferencias en la Universidad Autónoma de Tamaulipas (UAT), en Ciudad Madero. En 2018, participó en una conferencia en Guatemala titulada «Las cosas no pasan por algo, pasan para algo», la cual reunió a más de seiscientos asistentes y tuvo como propósito recaudar fondos para la Fundación Guatemalteca para niños con Sordoceguera Alex (FUNDAL). Ese mismo año realizó otras de mismo nombre, como una realizada en  en Tlajomulco, México, una titulada «Miedo por Sueños» en República Dominicana, entre otras. En 2019, brindo una conferencia en el Tecnológico de Monterrey, donde había estudiando con anterioridad.
En 2023, intervino en la Feria Internacional del Libro de Culiacán, donde presentó su ponencia «Construyendo un Sentido», abordando temas como la muerte, el amor, la identidad y el propósito existencial, ese mismo año, también participó en el Festival de Innovación y Creatividad realizado en León, Guanajuato. En 2025, presentó nuevamente su charla «Construyendo un Sentido» en el Gimnasio del Colegio de Bachilleres (Cobach) en Ciudad Juárez, Chihuahua.

## Vida personal
En 2022, Dieck conoció a la también conferecista y podcaster Jessica Fernández en una conferencia relacionada con el emprendimiento social. Ambos participaron como ponentes, lo que les permitió iniciar una colaboración profesional. Durante este período, su relación paso de una amistad profesional a una pareja sentimental, colaborando en diversos proyectos y compartieron contenidos en redes sociales, fortaleciendo su vínculo. De igual manera se sabe sobre una ruptura breve, que fue rápidamente solucionada entre ambos. En 2025, Dieck propuso matrimonio a Fernández en una sala de cine vip, un espacio privado solo para ellos dos, a lo que ella aceptó.

## Libros
Adaptado del sitio web de Farid Dieck:
- 2019, «Para ti»
- 2020, «Palalmas»
- 2023, «Futuralgia»

## Discografía

### Álbumes
1. «Las Cosas Pasan para Algo» (2018)
Canciones:
1. Las Cosas Pasan para Algo
2. Vuela
3. Eres Tú
4. La Inspiración Existe
5. Aquí Estás
6. Hacen Falta Personas
7. Las Cosas Pasan para Algo (Instrumental)
8. Vuela (Instrumental)
9. Eres Tú (Instrumental)
10. La Inspiración Existe (Instrumental)
11. Aquí Estás (Instrumental)
12. Hacen Falta Personas (Instrumental)

2. «Kintsugi» (EP) (2022)
Canciones:
1. Renuncio
2. La Vida Se Va
3. El Beso (feat. Jan Toussaint)
4. El Dolor del Duelo (con Mauricio Sánchez)
5. Rupturas

### Sencillos
Adaptado de Apple Music.
- 2021, «A Expectativas»
- 2021, «Futuralgia»
- 2020, «Bella» (con José Ignacio Martínez)
- 2019, «La Oportunidad» (con Farid Dieck)
- 2018, «Las Cosas Pasan para Algo»
- 2018, «Las Cosas Pasan para Algo (Instrumental)»

## Premios y nominaciones
| Premio                 | Año  | Categoría   | Nominación a                                   | Resultado | Ref.   |
| ---------------------- | ---- | ----------- | ---------------------------------------------- | --------- | ------ |
| TikTok Awards          | 2025 | Me Hizo Ver | Farid Dieck                                    | Ganador   | [ 44 ] |
| Spotify Podcast Awards | 2025 | Bienestar   | Relatos y Reflexiones (pódcast de Farid Dieck) | Ganador   | [ 45 ] |
| Eliot Awards           | 2024 | Storyteller | Farid Dieck                                    | Ganador   | [ 46 ] |